# 中國JR巴士

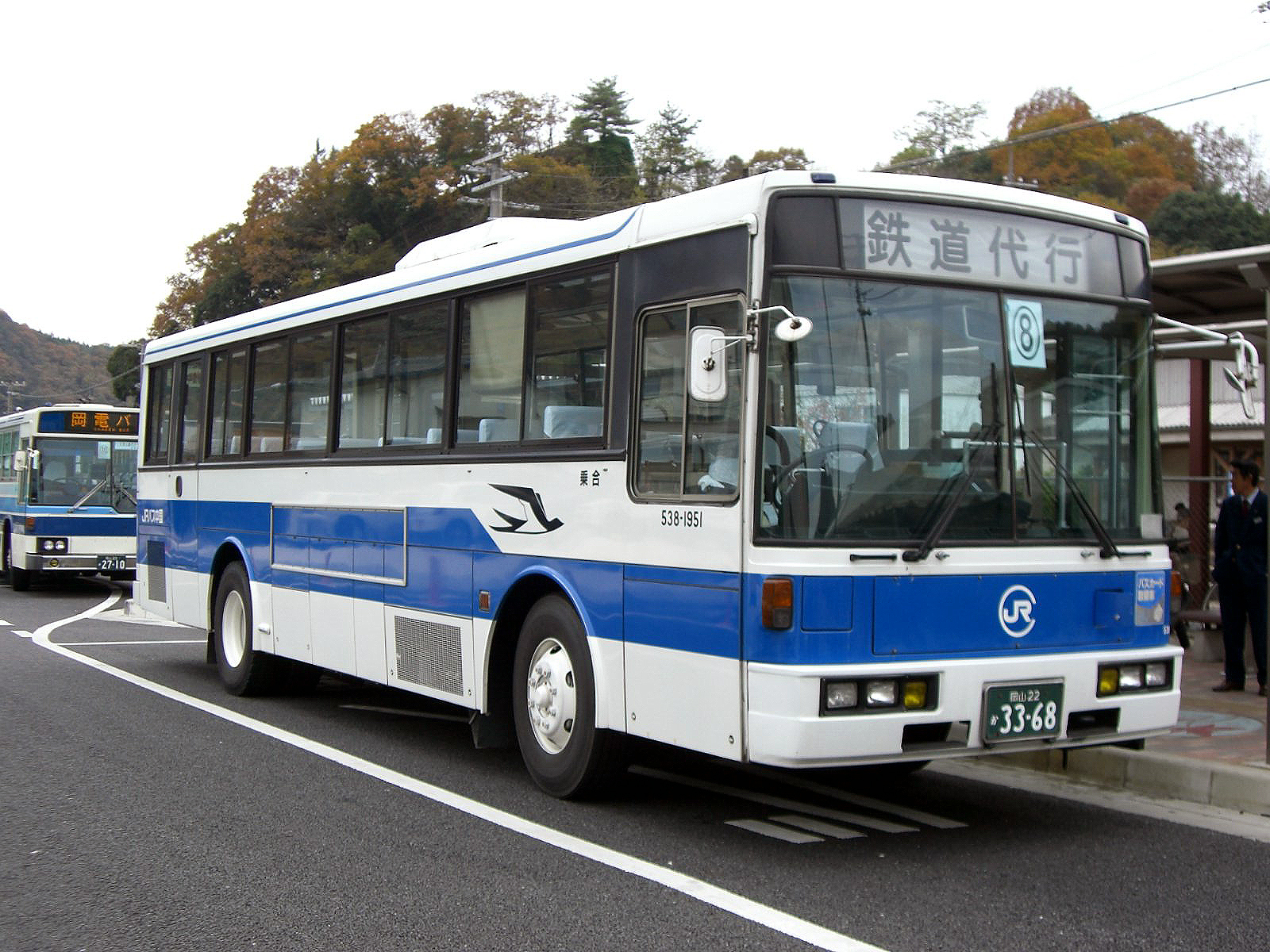
日產柴油UA

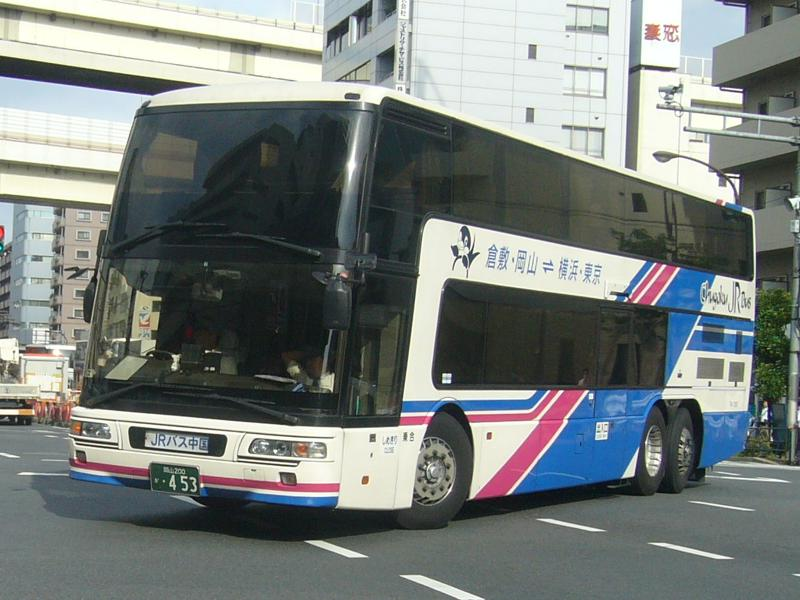
三菱扶桑Aero King

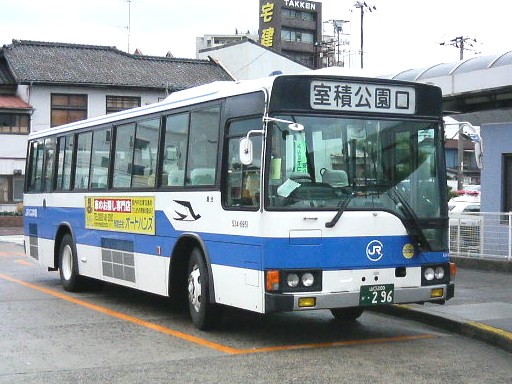
三菱扶桑Aero Star M

中國JR巴士（日：、英：Chugoku JR Bus Company）是於日本中國地方島根縣、岡山縣、廣島縣、山口縣地區經營巴士業務的JR西日本子公司。總社位於廣島縣廣島市南區松原町1番6號。

## 历史
- 1986年12月4日　日本國有鐵道改革法施行。旅客自動車運送事業由各旅客會社繼承、原則是獨立經營。
- 1987年4月1日 國鐵分割民營化、JR西日本成立。國鐵中國地方自動車局所經營的巴士事業由JR西日本中國自動車事業部繼承。
- 1988年3月2日　中國JR巴士株式會社成立。
- 1988年4月1日　營業開始。
- 1998年2月3日　廣島營業所・海田市營業所統合、成為新・廣島營業所。
- 1998年5月　廢除秋吉派出所。
- 1999年1月12日 由於井原鐵道井原線開業、與其並行的路線（倉敷～清音～矢掛）讓與井笠鐵道。廢除矢掛派出所。
- 2000年4月1日　組織改正。
- 2000年6月30日　廢除岩國支所。
- 2003年4月1日 島根縣・岡山縣的全部（岡山縣的清心學園學校巴士除外）、廣島縣的部份一般路線巴士取消、路線讓與谷本ハイヤー・吉田村營巴士（現・雲南市民巴士）・石見交通・岡山電氣軌道・兩備巴士・下津井電鐵・中鐵巴士・廣交観光・廣島電鐵・藝陽巴士・備北交通。廢除赤名支所・川本支所・矢上在勤・海田市支所。
- 2005年7月1日　廢除川本線・川本北線（廢除特急銀山號、特急江之川號）。

## 主要停車站

### 鳥取縣
- 米子站（只限高速巴士）

### 島根縣
- 松江站（只限高速巴士）
- 出雲市站（只限高速巴士）
- 江津站（只限高速巴士）
- 濱田站（只限高速巴士）
- 益田站（只限高速巴士）
- 津和野站（只限高速巴士）

### 岡山縣
- 岡山站前（只限高速巴士）
- 天滿屋巴士中心（只限高速巴士）
- 中庄站（只限清心學園學校巴士）
- 倉敷站北口（只限高速巴士）

### 廣島縣

#### 廣島地區
- 西條站
- 東廣島站
- 廣島大學
- 廣島國際大學
- 吳大學
- 廣站
- 新廣站
- 阿賀站前
- 吳站
- 廣島站
- 廣島巴士中心
- 橫川站
- 不動院前站
- 中筋站
- 大塚站
- 玖村站
- 下深川站
- 中島站
- 可部站
- 飯室
- 大朝站

#### 福山地區
- 福山站（只限高速巴士）
- 廣島空港（只限高速（空港Limousine）巴士）

### 山口縣
- 大畠站
- 光站
- 防府站
- 新山口站
- 山口站
- 美祢站
- 東萩站
- 萩巴士中心
- 萩站
- 宇部中央（只限高速巴士）
- 小野田站（只限高速巴士）
- 下關站（只限高速巴士）

## 路線
詳細資料可參看#外部連結的中國JR巴士網頁。

## 車輛

### 車輛稱號
依照國鐵巴士附例法則來命名。

## 關連會社
- 西日本旅客鐵道
- 西日本JR巴士
- 西日本巴士網絡服務

## 外部連結
- 中國JR巴士（页面存档备份，存于） （日語）